# 독일 건축술에 대하여
독일 건축술에 대하여(독일어: Von Deutscher Baukunst)는 1773년에 쓰여진 스트라스부르 대성당의 건설자 에르빈 폰 슈타인바흐(Erwin von Steinbach)에게 헌정된 글로, 여기서 요한 볼프강 폰 괴테는 진정한 예술과 천재 개념에 대한 견해를 슈타인바흐의 작품을 통해 기술한다.

## 내용
이 글은 슈타인바흐의 작품인 슈트라스부르크 대성당의 진가를 인정하면서 시작하는데, 괴테는 슈타인바흐가 대성당을 건설하며 이미 스스로 기념비를 창조했기 때문에 슈타인바흐에 대한 존경심을 표하는 기념비를 만들려는 생각을 배격한다. 괴테가 첫번째로 대성당을 보았을 당시 그는 고딕적인 것이라고 불리는 모든 것이 임의의 장식이 과하고 그 장식에 의해 압도된다는 일반적 선입견에 사로잡혀 있었다. 대부분 동시대 사람들에게 그랬듯이 괴테에게도 고딕적인 것은 예술에 대한 그의 견해와는 합일되지 않았다. 그런데 대성당을 바라보았을 때 그는 예기치 않게 생긴 감정에 의해 이 선입견에서 벗어나게 되었다. 모든 개별 세부사항이 서로 조화를 이룬다는 인상이 그의 영혼을 채웠고, 대성당은 괴테에게 영원을 위한 신의 창조물과 같은 것으로 보였다. 괴테는 고딕이라는 개념이 이 예술작품에 대해 충분히 존경을 표하지 못하기 때문에 적절하지 않다고 한다.
괴테에 따르면 슈타인바흐는 하나의 예술작품에서 무수히 많은 개별 세부사항을 조화로운 전체로 조합한 최초의 인물이었다. 그 밖에도 슈타인바흐가 오직 자신의 생각을 가져오고 타인의 생각을 허용하지 않았으며, 이때 자신의 감정에 의해 우선적으로 이끌렸다고 괴테는 말한다. 대성당을 통해서 슈타인바흐는 영원히 지속되는 신적인 지위에 도달하였다고 하는데, 이는 괴테가 그에게 신과 같은 창조력을 부여했기 때문이다. 더 나아가 슈타인바흐가 프로메테우스보다도 인간에게 더 많은 행복을 가져다 줄 것이라고 괴테는 쓴다. 그와 더불어 슈타인바흐는 괴테의 천재에 대한 개념에 일치하게 된다. 괴테에 따르면 모든 사람에게는 형성적인 본성이 있는데, 그것은 자신의 감정을 따를수록 더 명확해진다.
진정한 예술에 대한 자신의 개념을 명확히 하기 위해 괴테는 그 반대를 제시한다. 예시로 프랑스인과 이탈리아인을 언급하는데, 그들의 건축 걸작은 오래된 양식에서 빌려왔고 따라서 단지 그 양식들을 모방했다는 것이다. 그러나 이때 모방에 대해서만 이야기 되어야 할 것은 아니며 그들은 오히려 타인의 생각을 사용하고 자신의 가공을 통해 그 타인의 생각을 망쳤다고 한다. 프랑스인과 이탈리아인들은 자신들의 감정에 의존하지 않았기 때문에 대성당의 조화로운 결과에 도달하지 못했고 결국에는 영원히 지속되는 것을 창조하는데 실패하였다고 괴테는 쓴다. 예술작품의 창작 과정에서 그들은 다른 사람들의 요구에 얽매이기 때문에 자신의 창작물을 생성하지 못한다고 한다. 무엇이 옳다고 규정한 오래된 원리와 규칙이 여전히 결정의 근거이기 때문에 새로운 것은 아무것도 탄생하지 않고 대신 오직 단순하고 가부장적인 예술만이 생성된다고 주장한다. 현존하는 기존의 규범들이 대게 자연에 대항하는 방향을 취하기 때문에 이런 원리들이 예술과 예술의 인식을 저해할 수 있다고 한다. 이것은 사람들이 기존의 규범을 통해서는 진리를 알 수 없음을 의미한다고 쓴다. 괴테는 이런 오래된 규범에 기인한 단조로움이 견디기 힘들었고 그는 자신의 영혼이 그것에 의해 억압당한다고 믿었다.
진정한 예술이 자연에서 그러듯이, 하나의 무수히 많은 세부사항들이 조화로운 전체를 결과로 낳는데, 이때에 모든 것에는 자신의 목적이 있으며 어떠한 것도 쓸모 없는 것은 없다고 괴테는 쓴다. 예술은 비로소 감각을 통해 온전한 무언가가 되기 때문에 자의적인 양식에서 발생하고, 요한 고트프리트 헤르더를 따르자면, 달갑지 않은 영향에 의하지 않은, 오로지 자신의 생각에서 발생한다고 한다. 그리고 이런 형태의 예술만이 진정하다고 괴테는 주장한다. 괴테는 어떠한 것도 인위적이지 않은 것을 좋아하는데, 그에게 무엇보다도 자연이 이 상태에 해당한다. 따라서 인간은 이미 완벽한 자연을 아름답게 만드려는 시도를 멈춰야 한다고 말한다. 괴테는 다수가 단지 미개함(거칢)을 보는 곳에서 아름다움을 본다. 그 때문에 다른 사람들은 그 가치를 이해하지 못할 때에 괴테는 대성당을 이와 같이 높이 평가할 수 있다고 한다. 이런 아름다움은 감각적인 인상에 의해 생기고 이성적으로 설명할 수 없다. 괴테는 대성당을 비판하는 사람들에게 이탈리아 혹은 프랑스 사람들과 같이 진정한 예술에 등을 돌리라고 권한다. 대성당은 인정받을 가치가 있고 이를 고려하여 괴테는 실패한 슈타인바흐의 시도들을 문제삼지 않겠다고 한다. 이런 이유들로 괴테는 슈트라스부르크 대성당과 건설자 슈타인바흐에게 최고의 찬사를 보낸다.

## 괴테에게 천재로서 에르빈 폰 슈타인바흐
질풍노도 사조에서는 누군가 대단한 창의적 지력을 가져 인간 행동의 모범이 되고 고유한 개인의 가치, 규범, 계획과 생각에 의해서 행동하면 천재로 간주되었다. 따라서 천재는 인간의 자기 실현의 체현이었다. 더 나아가 천재는 미래 혹은 현재를 위해 나아갈 전망을 보여주는 사람이었다. 자연은 천재적인 행동의 근본적인 부분이고 자연의 특징의 다수를 슈타인바흐에게서 발견할 수 있다. 슈타인바흐에게서 찾을 수 있는 천재를 식별할 수 있는 근본적인 특징은 창조력인데, 괴테는 그것을 심지어 신적이라고 판단하였다(“… 구름 속까지 산들을 높이 솟게 한 건축가와 같은 운명…”). 신적인 창조력을 명확히 하기 위해 괴테는 예컨대 슈타인바흐의 대성당 설계를 “바벨적 생각” 이라고 부르는 등 빈번하게 성경의 비유를 사용한다. 또한 대성당 자체도 장엄함을 강조하기 위해 “신의 고매하고 널리 퍼진 나무”에 비유한다. 이에 더해 괴테는 독립하여 스스로가 되기(자기화 Verselbstung)라는 생각을 슈타인바흐를 통해 설명하는데, 이는 슈타인바흐가 “타인의 날개”에 의해서 자신의 걸작을 만든 것이 아니라, 고유한 생각이 젊은 영혼에 떠올랐고 그의 정신에서 스스로를 발전시켰기 때문이라는 것이다. 이전에 존재하는 원칙에 의해 이끌렸다면 이런 고유한 생각은 절대로 생기지 못했을 것이다. 대성당의 건설을 통해서 그의 독립성이 계속해서 보존되었다. 괴테가 슈타인바흐를 천재로 본다는 것은 프로메테우스와의 비교에서 명백해진다. 신과 같은 창조력을 갖고 있어 신의 하인이 아니기 때문에 슈타인바흐는 괴테의 “프로메테우스”와 같다고 쓴다. 요약하면 괴테에게 슈타인바흐는 천재의 화신이다.

## 괴테에게“진정한 예술”
괴테에게 진정한 예술은 창조자가 자기 개성을 통해 예술작품에서 인식될 수 있다는 점에서 식별된다. 진정한 예술은 그러므로 개성적 예술이다. 이때 예술가는 설계도, 옛날 척도, 사전에 정해진 원칙이 아닌 자신의 감정을 따라야한다고 말한다. 예술가가 더 많은 감정을 동반하면 예술작품은 생동감이 있는 아름다움을 보여준다. 예술은 무엇보다도 자연을 따라야 하고 자연에서는 어떠한 것도 불필요하지 않기 때문에 “진정한 예술”에도 어떠한 것도 불필요하지 않다. 오히려 무수히 많은 개별 상세부분들이 서로 조화되고 관찰자의 감정의 결과로 예술작품이 생긴다. 개성은 매우 중요하다. 예를 들어 건축에서 개성은 독립적으로 서있는 기둥을 통해 나타난다. 기둥들이 벽으로 둘러 쌓여 있지 않음은 예술가가 어때야 하는지를 다음과 같이 상징한다; 그는 원칙으로부터 자유로워야 하는 것이다.

## 질풍노도의 시기와 관련성
괴테의 이 글이 질풍노도 운동과 연관성을 갖는 것은 괴테가 슈타인바흐와 슈트라스부르크 대성당을 근거로 그가 생각하는 진정 예술과 천재 개념을 설명했다는 점에 있다. 그렇게 그의 상론은 사회를 위한 모범상으로 이해할 수 있다. 또한 괴테는 Herder에 대한 언급에서 예술은 고유한 생각에서 기인해야 한다고 쓴다. 생각은 물론, 관찰자의 감정 또한 추상적 개념들과 타인의 생각들에 의해 가려져서는 안된다. “영혼”, “감정” “감각” 과 같은 개념들이 이 글을 특징짓는 것 또한 질풍노도 운동의 전형이다.